# Kapoe (huyện)
Kapoe (tiếng Thái: กะเปอร์) là một huyện (amphoe) của tỉnh Ranong, miền nam Thái Lan.

## Địa lý
Các huyện giáp ranh (từ phía bắc theo chiều kim đồng hồ) là:   Mueang Ranong của tỉnh Ranong, Phato của tỉnh Chumphon, Chaiya, Tha Chang, tỉnh Surat Thani và Ban Ta Khun của tỉnh Surat Thani, và Suk Samran của Ranong. Về phía tây là biển Andaman.
Phía đông nam là Khu bảo tồn thiên nhiên hoang dã Khlong Nakha. Khu vực rừng ngập mặn ở cửa  sông Kapoe thuộc Khu dự trữ sinh quyển Ranong.

## Hành chính
Huyện này được chia thành 5 phó huyện (tambon), các đơn vị này lại được chia ra thành 34 làng (muban). Kapoe là một thị trấn (thesaban tambon)  nằm trên một phần của tambon Kapoe. Có 4 Tổ chức hành chính tambon quản lý các khu vực phi thành thị.
| \| STT. \| Tên \| Thai \| Số làng \| Inh. \| \| \| ---- \| ------------ \| --------- \| ------- \| ----- \| \| \| 1. \| Muang Kluang \| ม่วงกลวง \| 4 \| 3.301 \| \| \| 2. \| Kapoe \| กะเปอร์ \| 10 \| 6.832 \| \| \| 3. \| Chiao Liang \| เชี่ยวเหลียง \| 7 \| 1.912 \| \| \| 4. \| Ban Na \| บ้านนา \| 8 \| 3.000 \| \| \| 5. \| Bang Hin \| บางหิน \| 5 \| 4.148 \| \| | Map of Tambon |           |         |       |  |
| STT. | Tên           | Thai      | Số làng | Inh.  |  |
| 1. | Muang Kluang  | ม่วงกลวง   | 4       | 3.301 |  |
| 2. | Kapoe         | กะเปอร์    | 10      | 6.832 |  |
| 3. | Chiao Liang   | เชี่ยวเหลียง | 7       | 1.912 |  |
| 4. | Ban Na        | บ้านนา     | 8       | 3.000 |  |
| 5. | Bang Hin      | บางหิน     | 5       | 4.148 |  |